# A.C. Calenzano
Associazione Calcio Calenzano là một câu lạc bộ bóng đá Ý đến từ Calenzano, Tuscany.
Câu lạc bộ được thành lập năm 1966 và thi đấu các trận đấu trên sân nhà tại Stio Paolo Magnolfi
Mùa giả Eccellenza Tuscany 2018-19, câu lạc bộ xếp thứ 10